# AVSI
La Fondazione AVSI è una organizzazione non governativa senza scopo di lucro nata a Cesena nel 1972, e impegnata con più di 200 progetti di cooperazione allo sviluppo in 38 paesi.
AVSI è presente in Africa, America Latina e Caraibi, Est Europa, Medio Oriente, Asia e opera - ispirandosi alla Dottrina Sociale della Chiesa Cattolica - in vari settori, quali: educazione, sviluppo urbano, sanità, lavoro, agricoltura, sicurezza alimentare e acqua, energia e ambiente, emergenza umanitaria e migrazioni, con un network di oltre 60 organizzazioni. 
Lo staff è composto da circa 2.120 persone e AVSI si avvale di una rete di più di 2.000 volontari in Italia.

## Finalità
Fondazione AVSI realizza progetti di cooperazione allo sviluppo in vari settori, con particolare attenzione all’educazione.  Nella sua azione la prima attenzione è rivolta alla difesa e valorizzazione della dignità della persona, cardine di ogni progetto. Ogni persona è accompagnata attraverso la scoperta di sé, e al riconoscimento che ogni individuo è una risorsa. Tutti i progetti sono concepiti come strumenti per la promozione di questa consapevolezza nelle persone coinvolte, che creano un impatto capace di generare cambiamenti in positivo.

## Metodo
Fondazione AVSI lavora per un mondo dove le persone sono le protagoniste del loro sviluppo e della loro comunità, anche in contesti di crisi e di emergenza. Nell'implementazione di un progetto la Fondazione AVSI usa il seguente approccio: 
- Partire dal valore della persona, mai definita dalle circostanze in cui vive

- Considerare la persona sempre nel suo contesto familiare e comunitario

- Accompagnare ed essere accompagnati, riconoscendo che tutti condividiamo la stessa esperienza umana

- Coinvolgere tutti gli stakeholder incoraggiando la partecipazione di beneficiari, fornitori, partner e donatori

- Imparare dall'esperienza e capitalizzare le lezioni apprese

## Attività
Per realizzare i suoi interventi AVSI impiega circa 55 milioni di euro all'anno; i suoi maggiori finanziatori sono Unione europea, Agenzie delle Nazioni Unite, Governo italiano, enti locali, aziende private e singoli cittadini.
AVSI è riconosciuta, dal 1973 dal Ministero degli Esteri italiano come organizzazione non governativa di cooperazione internazionale (ONG); è registrata come Organizzazione Internazionale presso l'Agenzia per lo Sviluppo Internazionale degli Stati Uniti (Usaid); è accreditata dal 1996 presso il Consiglio Economico e Sociale delle Nazioni Unite di New York (Ecosoc); è accreditata con Status consultivo presso l'Organizzazione delle Nazioni Unite per lo Sviluppo dell'Industria di Vienna (Unido) e presso il Fondo delle Nazioni Unite per l'Infanzia di New York (Unicef); è inserita nella Special List delle organizzazioni non governative dell'Organizzazione Internazionale dell'Onu per il Lavoro di Ginevra (Ilo). AVSI è anche un Ente autorizzato dalla Commissione del governo italiano per le Adozioni internazionali a curare le procedure di adozione internazionale.
Nel 2019 ha vinto il Premio del Volontariato, istituito dal Senato della Repubblica italiana, per il progetto "The Sky over Kibera", ovvero la Divina Commedia nello slum di Kibera, a Nairobi, uno spettacolo teatrale e poi un film realizzati con 150 bambini e adolescenti dal regista Marco Martinelli.